# Festival frankofonních filmů v Angoulême
Festival frankofonních filmů v Angoulême (francouzsky Festival du film francophone d'Angoulême, zkráceně FFA) je filmový festival věnovaný francouzskojazyčné kinematografii. Festival byl založen v roce 2008 a koná se každoročně v srpnu ve městě Angoulême.

## Charakteristika
Festival frankofonních filmů založili producenti Marie-France Brière, Dominique Besnehard a Patrick Mardikian. Koná se během posledního srpnového týdne v Angoulême. Festival zdůrazňuje francouzskou kulturu a její význam v současné kinematografii.

## Ocenění
Na festivalu soutěží deset vybraných filmů o devět cen. Ocenění se nazývá „Valois“ podle rodu Valois, je pojmenované po Markétě z Valois-Angoulême z rodu Valois-Angoulême.
- Valois de diamant (nejlepší film - s podporou France Télévisions)
- Valois de la mise en scène (nejlepší režie)
- Valois du scénario (nejlepší scénář)
- Valois du meilleur acteur (nejlepší herec)
- Valois de la meilleure actrice (nejlepší herečka)
- Valois du public (cena publika)
- Valois des étudiants francophones (cena studentů - s podporou departementu Charente)
- Valois René Laloux (krátký animovaný film)
- Valois de la musique de film (nejlepší filmová hudba)
- Valois d'honneur (čestná cena, od roku 2010)

Všem soutěžním filmům předchází promítání 10 krátkých animovaných filmů, které soutěží o cenu Valois René Laloux. Od 3. ročníku (2010) přibyla čestná cena. Prvním laureátem se stal Claude Lelouch.